# Centaurea corymbosa
Centaurea corymbosa — вид квіткових рослин айстрових (Asteraceae). Ендемік півдня Франції.

## Морфологічна характеристика
Висота 1–2 дм. Стебло трохи запушене, дуже гіллясте, з товстими, дуже розлогими гілками. Листки зелені, запушені. Квіткові головки досить великі, у неправильних щитках, дуже гіллястих, дуже відкритих. Квітки пурпурові. Сім'янки приблизно 3–12 мм завдовжки, з чубчиком не менше ніж сім'янка. 

## Середовище
Приморські скелі.